# 郭荦
郭荦（?—1943年），字玖如，福建闽侯人，中华民国官員。
早年毕业于公立福建法政专门学校，民国14年被北洋陆军第十一旅派遣任霞浦县知事，北伐期间王云岳独立团过境时与王邦怀、孙业甫等霞浦官绅被囚禁，后缴纳一万元赎金了事；北伐后第十一旅解散，郭荦也去职。民国17年任寿宁县知事。民国26年（1937年）赴罗源县任司法处审判官，民国32年（1943年）卒于任上。